# Rima Khcheich
 (juillet 2021).
Rima Khcheich (en arabe : ريما خشيش), née en 1974 à Al-Khiyam, au sud du Liban, est une chanteuse et enseignante libanaise.

## Biographie
Rima Khcheich nait en 1974 dans un petit village à la frontière israélo-libanaise, dans une famille très musicienne, son père, Kamel Khcheich, étant lui-même joueur de kanoun. Enfant prodige, elle pratique très tôt le chant arabe classique et se produit pour la première fois à la télévision en 1985, lors de l'émission « Les nuits du Liban ». Lorsqu'elle a treize ans, sa famille s'installe à Beyrouth où elle rejoint la chorale des enfants du Conservatoire libanais national supérieur de musique. Elle y obtient son diplôme en musique orientale puis y enseigne pendant douze ans le solfège et le chant classique arabe. Également diplômée de l'Université américaine de Beyrouth en communication et art visuel, Rima Khcheich entreprend dès la fin des années 1990 de moderniser l'interprétation de nombreux chants traditionnels arabes. En 2001, elle se lance notamment dans un projet, Orient Express, qui associe musique arabe classique et jazz progressif européen. Elle collabore par la suite régulièrement avec des musiciens de jazz, en particulier néerlandais. Pour autant, elle n'interprète que des chants classiques arabes ou arabo-andalous (en particulier des mouachahat, dont elle a renouvelé le genre) et se défend d'être une chanteuse de jazz.

## Discographie
- 2002 : Orient Express (قطار الشرق) (avec le Yuri Honing Trio) - Jazz In Motion Records
- 2006 : Yalalalh (يا لللّي) - Chill Island
- 2008 : Falak (فلك) - Chill Island
- 2012 : Min Sihr Ouyounak (من سحر عيونك) (Live Tribute To Sabah) - Jazz In Motion Records
- 2013 : Hawa, Muwashahat - Jazz In Motion Records
- 2016 : Washwishni  (وشوشني) - Jazz In Motion Records
- 2019 : Ombre de mon amant - Zefir Records